# Формула Барнетта
Формула Барнетта (англ. Barnett formula) — механизм, используемый министерством финансов (Казначейством) Великобритании для автоматического регулирования объемов финансирования общественно-государственных расходов деволюционных регионов (административно-политических частей Великобритании, в которых в рамках процесса деволюции были созданы автономные институты власти) — Шотландии, Уэльса и Северной Ирландии, при изменении объемов финансирования государственных услуг в Англии, в Англии и Уэльсе, либо на всей территории Великобритании.
Формула подвергается постоянной критике. Основные причины критики — несправедливость формулы, то, что она не учитывает реальные потребности в финансировании, непрозрачность, недостаточная эффективность.
Согласно формуле Барнетта, изменения в распределении финансирования общественно-государственных расходов для Шотландии, Уэльса и Северной Ирландии определяют три фактора:
1. величина изменений запланированных расходов в министерствах правительства Великобритании;
2. степень сопоставимости соответствующих министерских программ Великобритании и работ, осуществляемых органами управления деволюционных регионов;
3. доля населения каждого региона относительно численности населения Англии, Англии и Уэльса или Великобритании (в зависимости от конкретного случая)[2].